# Sveta liga (Sredozemlje)
Sveta liga je bila vojaški pakt, ki je bil sklenjen 20. maja 1571 v Rimu med krščanskimi državami. Namen Svete lige je bil boj proti turški (osmanski) prevladi v Sredozemskem morju.
Ustanovitelj Svete lige je bil papež, ki je videl v Osmanskem cesarstvu veliko nevarnost za Evropo in krščansko vero nasploh, zato je ustanovil vojaški pakt, ki bi branil Evropo pred turškim vplivom. Članice Svete lige so bile Benetke, Habsburška Španija, Papeška država, Malta (viteški red hospitalcev), Toskana, Neapeljsko cesarstvo, Genova, Savoja in drugi.
Največji uspeh Svete lige je bila zmaga pomorske bitke pri Lepantu (zaliv Navpaktos v Grčiji).